# 안네이 천황
안네이 천황(일본어: 安寧天皇 안네이텐노[*], 기원전 577년 ~ 기원전 510년 1월 17일)은 일본의 제3대 천황 (재위: 기원전 549년 8월 31일 ~ 기원전 510년 1월 17일)이다. 이름은 시키쓰히코타마데미노미코토 (《일본서기》 : 기성진언옥수간천황, 일본어: 磯城津彦玉手看天皇, 《고사기》 : 사목진일자옥수견명, 師木津日子玉手見命)이다. 스이제이 천황과 이스즈요리히메노미코토사이 장남으로 태어났다. 《고사기》에서는 어머니가 가와마타비메로 기록되어 있다. 《고사기》와 《일본서기》에 계보만 기재되어 있고 사적의 기술은 없다. 특히 제2대 스이제이 천황부터 제9대 가이카 천황까지 8대의 천황이 이에 해당하며 이를 결사팔대(欠史八代/缺史八代)라고 한다. 가이카 천황이라는 시호는 762년 경에 오미노 미후네(淡海三船)가 찬진한 시호이다. 후세 사가가 안네이 천황을 일본 천황의 목록에 포함하였다. 그 실존여부에 대해서는 부정적인 견해가 강하지만 황릉은 존재하고 있다.

## 가족 관계

### 선조
- 조부 겸 이모부 : 일본 제1대 천황 진무 천황(神武天皇, 기원전 711년 ~ 기원전 585년)
- 조모 겸 이모 : 히메타타라이스즈히메노미코토(媛蹈鞴五十鈴媛命)
  - 아버지 : 일본 제2대 천황 스이제이 천황(綏靖天皇, 기원전 632년 ~ 기원전 549년)
- 외조부 : 고토시로누시노카미(事代主神)
- 외조모 : 다마쿠시히메노미코토(玉櫛姬命)
  - 어머니 : 이스즈요리히메노미코토(五十鈴依媛命)

### 부인과 후손
- 황후 : 누나소코나카쓰히메노미코토(渟名底仲媛命)
  - 장남 : 오키소미미노미코토/이키소미미노미코토(息石耳命)
  - 차남 : 오오야마토히코스키토모노미코토(大日本彦耜友尊, 기원전 553년 ~ 기원전 477년), 일본 제4대 천황 이토쿠 천황(懿徳天皇)
  - 황자 : 시키쓰히코노미코토(磯城津彦命)
- 비 : 아쿠토히메(阿久斗比賣) - 《고사기》에 등장.
  - 황후가 낳은 세 아들이 그녀의 소생으로 나옴.
- 비 : 이토이히메(糸井媛)

| 전 임 스이제이 천황 | 제3대 일본 천황 기원전 549년 8월 31일? ~ 기원전 510년 1월 17일? | 후 임 이토쿠 천황 |

## 같이 보기
- 일본 천황